# Reimundo Patiño
Reimundo Patiño Mancebo (La Coruña, 1936 - 21 de agosto de 1985) fue un pintor, dibujante de historieta, ilustrador y poeta gallego, y una figura destacada en el arte de vanguardia y los inicios del cómic en Galicia.

## Biografía
Tras el golpe de Estado del 18 de julio de 1936 su familia se refugió en Río de Quintas, de donde se mudó a Monforte de Lemos y posteriormente a La Coruña. Allí entró en contacto con Xohán Casal, que le facilitó acceso a libros de la biblioteca de su padre. En 1953 pintó su primera serie, As sardiñas. Conforme fue conociendo el galleguismo del exilio, entró en contacto con la obra de Luis Seoane, Castelao y Arturo Souto. En 1954 fundó junto a Casal la Liga Nórdica y la Unión de Artistas Ceibes.
En 1958 se mudó a Madrid, donde entró en contacto con la pintura de vanguardia y participó de la fundación del grupo cultural Brais Pinto y, dos años después, del colectivo artístico A Gadaña.A finales de los sesenta creó el colectivo Estampa Popular Galega, el capítulo gallego de Estampa Popular, que produjo una obra de crítica antifranquista expuesta al margen de las galerías, en bares y tabernas. En 1964 participó de la fundación de la UPG, que abandonó en 1971. Ese año creó en Madrid junto a Tino Calabuig, Alberto Corazón y Francisco Escalada el Taller Redor, la primera galería de arte experimental en España.
Falleció en La Coruña en 1985, y ese mismo año se inauguró una exposición antológica de su obra en el Museo de Arte Contemporáneo Carlos Maside. En el vigésimo aniversario de su fallecimiento, la Galería Sargadelos de Madrid realizó una exposición homenaje con una selección de su obra.

## Obra

### Pintura
Su pintura se inició en el informalismo, e incorporó elementos del surrealismo y el expresionismo abstracto, siendo el introductor de esta corriente en Galicia. Influido por el action painting y la pintura automática, en esta etapa lleva a cabo obras con una preponderancia del color sobre la forma y un marcado horror vacui, caracterizado por la libre asociación de signos.
En la década de 1980 su obra se acercó al neoexpresionismo, siendo uno de los integrantes destacados del Grupo Atlántica y participando en sus exposiciones.En esta época su pintura hizo un uso prominente de los grafismos y lo gestual.

### Cómic
En 1971 expuso en el Taller Redor O home que falaba vegliota, que se componía de enormes páginas de cómic dispuestas a modo de mural, mezclando grabado e historieta. La obra, que denunciaba de forma satírica la represión de las lenguas minoritarias, ha sido considerada una obra fundacional del cómic gallego.En 1975 publicó junto a Xaquín Marín 2 Viaxes, el primer álbum de cómic escrito en gallego.En los años siguientes publicó otras historietas como O home que falaba arameu, que se publicó en compilaciones.

### Grabado e ilustración
Patiño también experimentó con la litografía. Sus grabados fueron expuestos en sus primeras muestras de los sesenta, en la Galería Mateu de Valencia, como parte de la colección Boj, en la exposición de presentación del colectivo A Gadaña en Lugo y en la Bienal de Grabado de Lubliana.
También ilustró libros como Bocarribeira de Otero Pedrayo (1958),O crepúsculo e as formigas (1961)o Arrabaldo do norte (1964) de Méndez Ferrín (1961).

### Poesía
En 1992 se publicó póstumamente el poemario Bandeiras neboentas.

## Libros

### Cómic
- 2 Viaxes (con Xaquín Marín) (1975).
- O home que falaba arameu (1988).

### Poesía
- Bandeiras neboentas (1992).

## Reconocimientos
En 2005 el Lectorado de Gallego de la Universidad Complutense, con el patrocinio de la Galería Sargadelos y la colaboración de Vieiros, crearon el Premio de Poesía y Relato Corto Reimundo Patiño.En 2020 el ilustrador Alberto Díaz publicó la novela gráfica Bo tempo, sobre la trayectoria de Patiño en Madrid.
En 2022 se le dedicó el Día de la Ilustración a iniciativa de la Xunta de Galicia y la Asociación Galega de Profesionais da Ilustración (AGPI).El reconocimiento fue acompañado de una exposición en la Biblioteca de Galicia, Reimundo Patiño. O desacougo creador.En 2023 el Consello da Cultura Galega organizó las jornadas "Revisión histórica da banda deseñada galega: Xaquín Marín e Reimundo Patiño", con ponencias de Miguelanxo Prado y Antón Patiño.